# 오딘
오딘(고대 노르드어: ᚢᚦᛁᚾ; Óðinn, 영어: Odin)은 북유럽 신화에 나오는 남신이자 주신(主神)이다. 에시르 신족에 속하며, 바람·전쟁·마법·영감·죽은 자의 영혼 등을 주관한다. 보탄(Wotan), 워덴(Ƿōden), 보덴(Voden) 등으로도 불린다. 오딘은 격노 또는 광란이라는 뜻을 갖고 있다. 오늘날의 Wednesday(수요일)는 오딘의 이름에서 유래하였는데, ‘오딘의 날’이라는 뜻을 갖고 있다.
보르와 베스틀라의 맏아들로, 신들 가운데서 가장 나이가 많아 모든 신들이 그를 아버지처럼 따르며 섬긴다. 마법에 능통하여 어떠한 모습으로도 변신할 수 있지만 흔히 애꾸눈에 머리에 챙이 쳐진 모자를 쓴, 긴 턱수염을 기른 노인으로 등장한다. 그의 주무기는 결코 빗나가지 않는 투창 궁니르(Gungnir)이다. 이 창을 던지면 끝까지 표적을 쫓아 맞춘 다음 다시 주인에게 되돌아온다고 한다. 흘레바르드로부터 받은 감반테인(Gambanteinn)이라는 지팡이도 사용했는데, 그 지팡이는 타인의 마술을 무력화시키는 힘이 있었다고 하며, 나중에 오딘의 아들인 헤르모드가 가지게 된다.
오딘은 동생들인 빌리와 베이가 합심하여 서리 거인 족의 두목 이미르와 치열하게 싸움을 벌이다 결국 그를 죽임으로써 승리하게 되었다. 이미르의 상처에서는 많은 피가 흘러나왔으며, 이미르의 손자인 베르겔미르 부부를 제외한 거인 족 모두가 그 피에 빠져 익사하였다. 그래서 오딘은 이미르의 시신을 원시의 심연인 긴눙가가프로 가져갔으며, 그의 살로 땅을 만들었고, 뼈로 산과 바위를 만들었고, 발가락은 돌과 옥으로 만들었으며, 피는 호수와 바다로 만들었고, 두개골은 하늘로 만들었다. 또한 어느날 형제들과 우연히 바닷가를 거닐다가 물 위에 떠다니는 두 개의 통나무를 발견하고 그것을 건져올린 다음, 깎아서 각각 인간의 남자와 여자를 창조하여 남자는 아스크(Askr: 물푸레나무), 여자는 엠브라(Embra: 느릅나무)라는 이름이 붙었다. 이들에게 오딘은 호흡과 생명을, 빌리는 지혜와 힘을, 베이는 형태와 언어, 지각력을 각각 부여하였다.
이렇게 세계를 창조한 오딘은 대지의 여신인 표르긴의 딸인 프리그와 결혼하여 신족을 크게 번성시켰다. 그리고 하늘에 자신의 왕국인 아스가르드를 건설하였다.
오딘은 지식을 얻기 위해서라면 어떤 일도 마다하지 않았다. 현세의 모든 지혜를 손에 넣기 위해서 그는 현인 미미르의 우물에게 자신의 눈알 한 개를 제물로 바쳤다. 그리하여 미미르의 우물로부터 현세의 지혜를 얻게 된 오딘은 다음에는 위그드라실에 목을 매고 스스로 자기 몸을 창으로 찔렀다. 단지 자신의 마력만 믿고 생사의 갈림길에서 아흐레 동안 오로지 명상에만 집중하였다. 그러다가 드디어 오딘의 의식은 현세의 속박에서 벗어나 저승에 도달하기에 이르렀다. 그리고 죽은 자들의 세계를 여행하고 돌아온 오딘은 저승의 지혜까지 얻게 되었다. 그리고 자연스럽게 신비의 룬 문자를 깨우치게 되면서 18개의 강력한 마법들을 터득한 그는 죽음마저 극복한, 세상에서 가장 위대한 마법사가 되었다. 그리고 거인 족이 가지고 있는 미지의 지식을 손에 넣기 위해 다른 신들의 만류에도 불구하고 요툰헤임으로 오랫동안 여행을 떠났다. 그곳에서 오딘은 마력을 갖게 하는 노래 갈드르와 태고적에 일어났던 일들에 대해 배운 것은 물론, 로키라는 뛰어난 재주를 갖춘 자를 만나 그와 의형제를 맺게 된다.
요툰헤임에서 돌아온 오딘은 자기가 없는 동안 아스가르드의 옥좌를 차지하고 있던 동생들을 제거한 후, 동생들이 차지하고 있던 좌우의 옥좌에 요툰헤임에서 데려온 로키와 미미르를 앉혀 자신의 보좌관으로 삼아, 심신일체를 유지하였다.

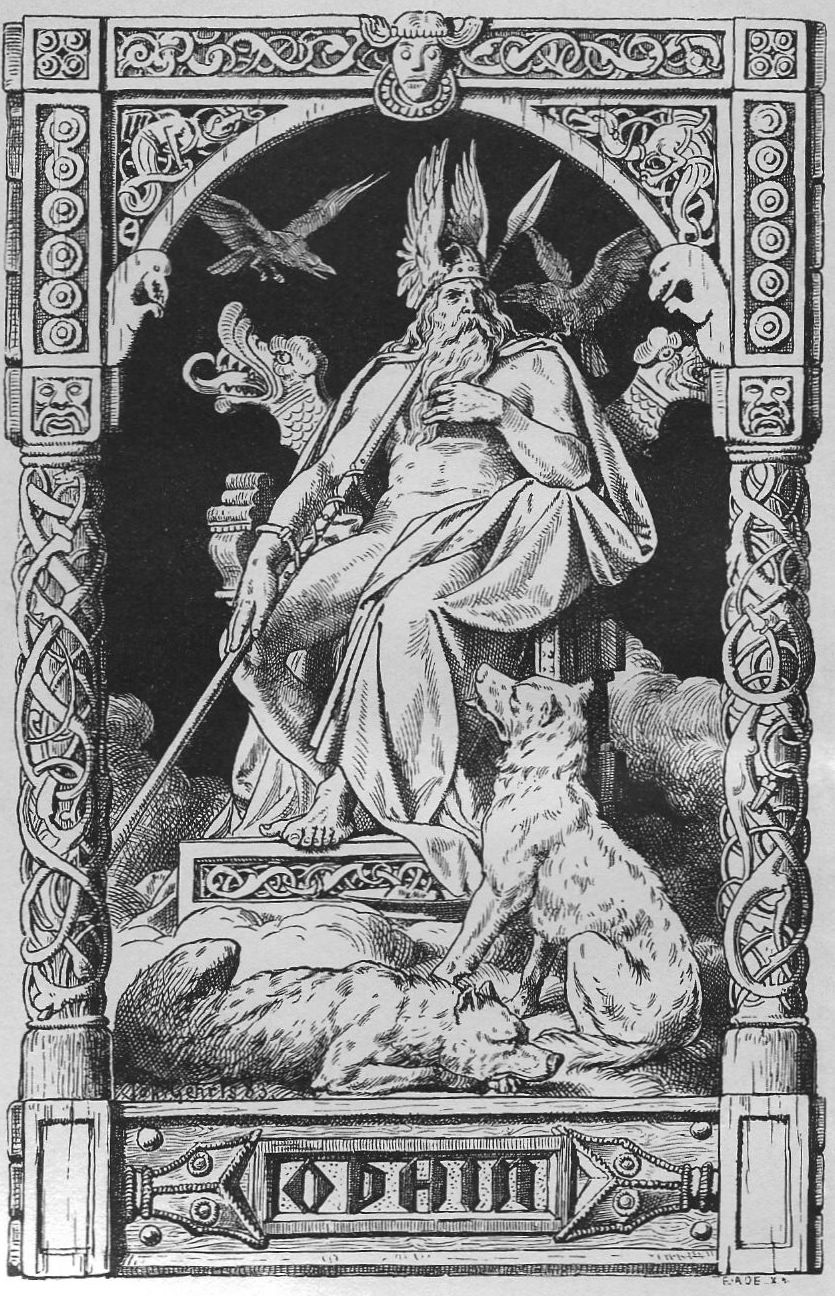

또 오딘은 인간의 전쟁에도 관여하여 승리와 패배를 결정하였다. 그는 전사들에게 광란이나 격노 등의 감정을 불어넣어서 전투를 하게끔 만들었다. 오딘이 승리를 보장한 군대의 머리 위에는 후긴(Huginn: 감정, 사고)과 무닌(Munnin:기억)이라는 두 마리의 까마귀가 허공을 맴돌며 날았다. 그 다음 전쟁터에서 죽은 자들을 모두 자신의 부하로 삼기 위해 두 마리의 늑대들을 풀어주어 전사자들의 시신을 먹게 하였는데, 늑대들의 이름은 각각 게리(Geri: 탐욕스러운 자)와 프레키(Freki: 굶주린 자)다.
늑대들의 위장 속으로 전사자들의 시신이 들어가면 영혼은 오딘의 여전사 발키리에 의해 발할라로 운반된다. 그 곳에서 전사자들의 영혼(에인헤랴르)은 오딘에 의해 미래에 다가올 라그나로크 때 신들의 전사로서 싸우게 된다. 오딘의 전사들은 ‘베르세르크’(곰의 속옷을 입은 자) 또는 ‘울프헤딘(Ulfheðinn: 늑대의 모피를 입은 자)’이라고 불리는 망각 상태에 빠져 마치 곰이나 늑대가 된 것처럼 힘이 몇 배는 더 강해지고 성격도 난폭하게 변해 적을 향해 무차별 공격을 가하였다.
오딘은 가만히 앉아 있어도 세상의 모든 일을 자세히 알 수 있었는데, 그것은 후긴과 무닌이 매일 아침마다 돌아와 세상에서 일어난 각종 사건들을 정기적으로 알려주기도 하고, 앉으면 세상의 이곳저곳을 다 볼 수 있는 흐리드스칼프라는 마법의 의자가 있기 때문이다.

## 오딘의 별명
- 알포드르 (Alfodr): 신들의 아버지
- 발포드르 (Valfodr): 전사자들의 아버지
- 베라티르 (Veratyr): 인간들의 주인
- 빌레이그르 (Bileygr): 빛나는 눈을 가진 존재
- 발레이그르 (Baleygr): 불타는 눈을 가진 존재
- 시드포드르 (Sidfodr): 승리의 아버지
- 프욜스비드르 (Fjolsvidr): 넓은 지식을 가진 존재
- 스비팔 (Svipall): 변신

## 기타
- 은하영웅전설에서 루돌프 폰 골덴바움이 제국의 수도로 삼은 발할라계 제3행성
- 가면라이더 류우키에 나오는 가면라이더이자 최종보스
- 세인트세이야(아스가르드)편에나오는 아스가르드의 수호신
- 스타크래프트2에 나오는 테란의 거대 영웅 유닛
- 유희왕 5D's에 나오는 "팀 라그나로크"의 대표 싱크로 몬스터
- 골판지 전기에 나오는 반의 새로운 LBX
- 삼성에서 유출된 스마트폰 펌웨어 툴
- 월드 오브 워크래프트 : 군단에서 전사 직업 전당에 나오는 티탄 관리인